# Nazionale maschile di rugby a 15 del Benin
La nazionale di rugby XV del Benin è inclusa nel terzo livello del rugby internazionale.